# 도금

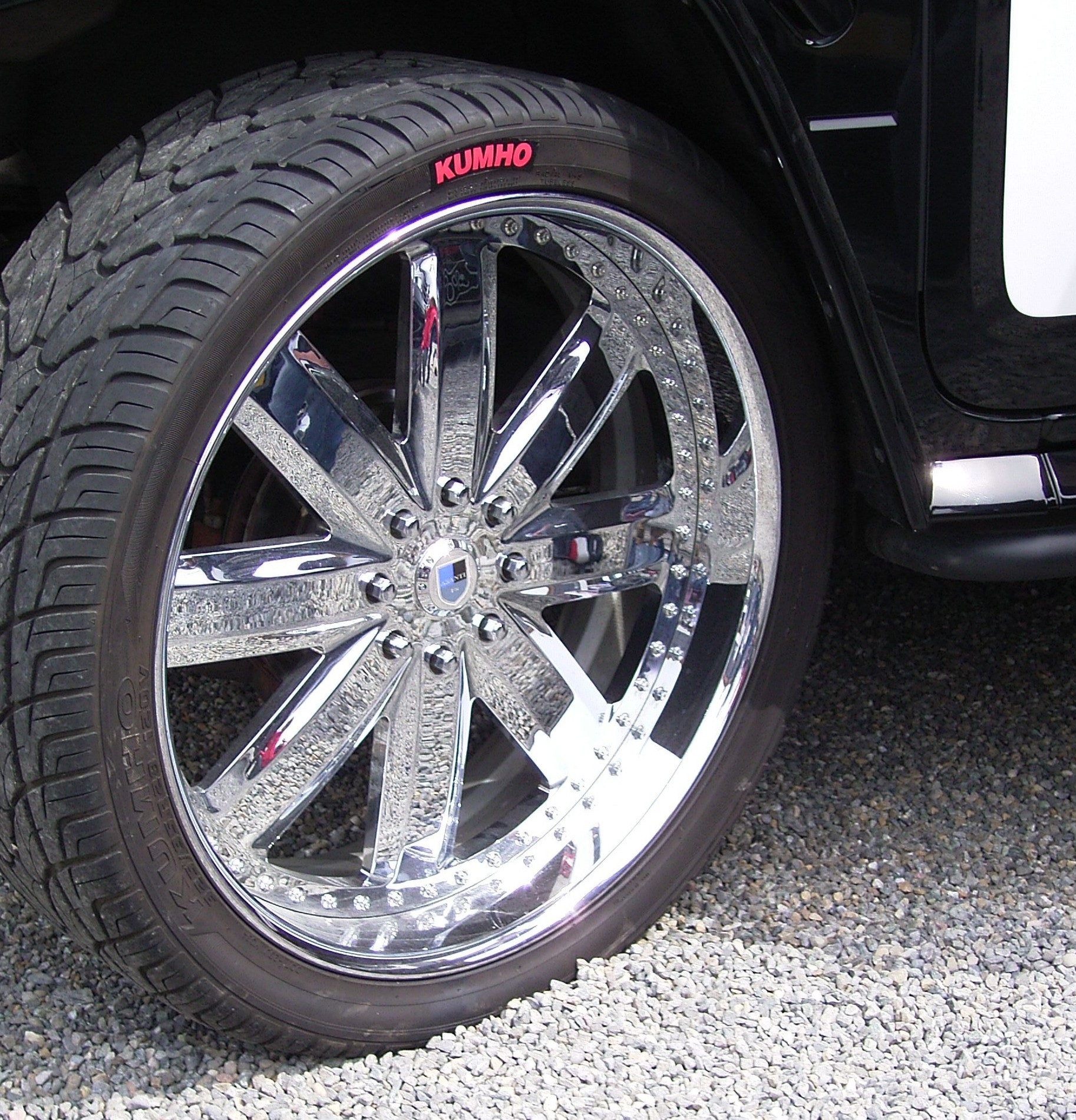
크롬으로 도금된 타이어 휠.

도금(鍍金)은 어떤 물체의 표면 상태를 본 재료의 성질보다 더 유용하게 하기 위해 다른 물질을 해당 물체의 표면에 얇게 입히는 것을 말하며, 일반적으로는 금속 제품에 다른 금속 재료를 입히는 행위를 말한다. 여기서 말하는 금속에는 순금속 외에 합금도 포함되며, 금속이 아닌 플라스틱 등의 재료 위에 도금을 하기도 한다.
박막 증착은 원자만큼 작은 물체를 도금하므로 이 유형의 도금은 나노기술에 사용된다.

## 도금의 실례
일반적으로 도금이라 하면 금속 제품의 표면 개선을 위해 다른 금속 혹은 합금을 표면에 입히며 그 실례는 다음과 같다. 중저가의 악세사리의 경우엔 구리 혹은 다른 금속으로 형태를 만들고 금이나 은으로 도금한다. 가격 조건을 맞추기 위하여 얇게 전기 도금을 한다. 야외에서 이용되는 기계장비의 결속용 볼트 등의 경우엔 강철로 된 볼트에 함석 등을 도금하여 녹이 스는 것을 방지한다. 얇게 입힐 경우 마모나 풍화로 인해 지속시간이 길지 않으므로 용융 도금으로 두껍게 입힌다. 그 외 약한 재료의 마모를 막기 위해 강도가 강한 금속을 입혀 내마모성을 높히거나 하는 데에 쓰인다.

## 도금의 종류

### 도금하는 방법에 따른 분류
- 전기도금 : 일반적으로 도금을 말하면 전기도금을 떠올릴 만큼 가장 많이 이용되는 방법이다. 순금속, 합금 할 것 없이 가능하며 조금 더 자세하게 설명하면 다음과 같다. 입힐 금속을 음극, 주가 되는 제품의 금속을 양극으로 하고, 양극 금속의 이온을 가진 전해액에서 전기를 흘려주어 금속 이온이 양극에 전해 석출되어 전착시켜 도금한다.
- 융해금속 침지도금 : 입힐 금속을 녹여놓은 그릇에 도금할 금속을 넣고 이 녹인 액체를 금속에 잘 묻힌 뒤 집어내어 굳혀서 도금하는 방법이다.
- 용사분무도금 : 입힐 금속을 분무시켜 제품을 감싸 도금하는 방법이다.
- 증착도금 : 진공 상태에서 목표 물건과 입힐 금속을 넣고 금속에 열을 가하여 휘산시켜 물건에 붙여 도금하는 방법이다.
- 음극분무도금 : 진공 상태에서 입힐 금속을 전극으로 하여, 방전시켜서 휘발시킨다. 가열과 방전이라는 차이에서 증착도금과 구분된다.

### 은도금
은도금은 18세기부터 수저류, 다양한 종류의 그릇, 촛대 등 순은으로 만들어지는 저렴한 가정용품을 제공하기 위해 사용되었다. 영국의 분석 사무소, 은 딜러 및 수집가는 순은으로 만든 품목에 "은판"(silver plate)이라는 용어를 사용한다. 이는 은도금이 발명되기 오래 전에 스페인 선박에서 은을 압수한 은을 의미하는 스페인어 단어인 "plata"에서 파생되었다. 당시 은의 주요 공급원이었던 미국에서 은을 운반했다. 영국에서는 은도금 품목을 "은"으로 묘사하는 것이 불법이다. 은도금 품목을 "은판"으로 기술하는 것은 비문법적이지만 불법은 아니다.
은 도금의 최초 형태는 셰필드 판(Sheffield Plate)으로, 얇은 은 시트를 비금속 층이나 코어에 융합했지만 19세기에 전기 도금을 포함한 새로운 생산 방법이 도입되었다. 브리태니아 메탈(Britannia metal)은 은도금의 기본 금속으로 개발된 주석, 안티몬, 구리의 합금이다.

## 같이 보기
- 형상 기억 합금